# Cosmia restituta
Cosmia restituta là một loài bướm đêm trong họ Noctuidae.